# LithTech
Lithtech é um motor de jogo que foi inicialmente desenvolvido pela Monolith Productions, em colaboração com a Microsoft. Monolith mais tarde formou uma empresa separada, Lithtech Inc, para lidar com novos avanços da tecnologia de motores e, atualmente, depois de uma mudança de sua identidade corporativa, Lithtech Inc. é conhecida como Touchdown Entertainment. Um número de diferentes desenvolvedores de videogame, incluindo a própria Monolith, usaram Lithtech para alimentar seus jogos em First-Person Shooter, estabelecendo-o como uma alternativa a outros produtos, como o Quake e Unreal Engine. Mais recente encarnação do motor Lithtech é o Júpiter prolongado (ou Jupiter EX).